# Dudaia minima
Dudaia minima är en tvåvingeart som först beskrevs av Vanschuytbroeck 1959.  Dudaia minima ingår i släktet Dudaia och familjen hoppflugor. Inga underarter finns listade i Catalogue of Life.